# Phares de Broad Sound Channel
Les phares de Broad Sound Channel (en anglais : Broad Sound Channel Inner Range Lights) étaient une paire de phare situé dans Boston Harbor dans le Comté de Suffolk (État du Massachusetts). Ils ont été supprimés vers 1950 lorsque le canal qu'ils ont aidé à délimiter a été remplacé par un canal parallèle situé au nord.

## Histoire
Les phares étaient des feux d'alignement dans un chenal du port de Boston. Avant le dragage de l'avant port, il y avait deux routes principales : une route sud passant par le phare de Boston Harbor et à travers le passage étroit au sud de Lovells Island (en), et une route nord passant de Broad Sound par Deer Island et par President Roads. Le tronçon le plus à l’extérieur de cette dernière route, le Broad Sound Channel, a été divisé en deux canaux, le Nord et le Sud.
En 1897, la partie la plus à l'intérieur de ces routes était marquée par les phares de Spectacle Island ; le reste de la route nord a été balisé en 1903, la route traversant le chenal sud étant indiquée par les phares de Lovells Island et les feux d'alignement de Broad Sound Chanel marquant le virage à l’ouest et au sud de President Roads. La dernière consistait en une paire de tours coniques en bois, également situées dans la partie nord de Spectacle Island. Ils étaient équipés d'une lentille de Fresnel de quatrième ordre. Une nouvelle maison de gardien a été construite et, étant à proximité des deux lumières, ils étaient tous entretenus par le même gardien, l'autre maison étant occupée par son assistant. Les tours étaient rouges au début mais ont été repeintes en blanc l'année suivante.
Avec quatre lumières dans un si petit espace, elles étaient souvent confondues les unes avec les autres. En 1913, il fut décidé que celles de Spectacle Island n’étaient plus nécessaire et ont été supprimés en 1903.
À ce moment-là, un nouveau chenal nord était en cours de dragage et était devenu la voie privilégiée. Par conséquent, lors de la reconstruction du Fort Standish (en) en 1939, les feux des phares de Lovells Island ont été supprimés, les feux de Broad Sound Channel constituant depuis l'unique repère de l'ancienne voie autre que les bouées marquant des hauts-fonds. Les lumières ont finalement été arrêtées et supprimées vers 1950. A la construction du Big Dig, un tunnel autoroutier, le chantier a fait disparaître toute trace des phares.
Identifiant : ARLHS : USA-953 et 954 .

### Lien connexe
- Liste des phares du Massachusetts